# Békési járás
A Békési járás Békés vármegyéhez tartozó járás Magyarországon, amely 2013-ban jött létre. Székhelye Békés. Területe 525,24 km², népessége 37 251 fő, népsűrűsége 71 fő/km² volt a 2012. évi adatok szerint. Két város (Békés és Mezőberény) és 5 község tartozik hozzá.
A Békési járás a járások 1983-as megszüntetése előtt is létezett, 1974-ben szűnt meg, és székhelye az állandó járási székhelyek kijelölése (1886) óta mindvégig Békés volt.

## Települései
| Település   | Rang                | Kistérség (2013. január 1.) | Népesség (2012. január 1.) | Terület (km²) |
| ----------- | ------------------- | --------------------------- | -------------------------- | ------------- |
| Békés       | járásszékhely város | Békési                      | 19 763                     | 127,23        |
| Mezőberény  | város               | Békési                      | 10 896                     | 118,53        |
| Bélmegyer   | község              | Békési                      | 981                        | 63,05         |
| Kamut       | község              | Békési                      | 991                        | 60,48         |
| Köröstarcsa | község              | Békési                      | 2 477                      | 62,8          |
| Murony      | község              | Békési                      | 1 228                      | 35,7          |
| Tarhos      | község              | Békési                      | 915                        | 57,45         |